# Liste der Monuments historiques in Celles-sur-Plaine
Die Liste der Monuments historiques in Celles-sur-Plaine führt die Monuments historiques in der französischen Gemeinde Celles-sur-Plaine auf.

## Liste der Immobilien
| Bezeichnung              | Beschreibung | Standort                     | Kennzeichnung | Schutzstatus | Datum | Bild |
| ------------------------ | --- | ---------------------------- | ------------- | ------------ | ----- | ---- |
| Sägewerk von La Hallière | Sägewerk mit Wohnhaus, um 1845; einschließlich der technischen Ausstattung                                                | nordöstlich des Ortes (Lage) | PA00107099    | Classé       | 1978  |      |
| Sägewerk Lajus           | Sägewerk mit Wohnhaus, ab dem 18. Jahrhundert; einschließlich der technischen Ausstattung und der wasserbaulichen Anlagen | südwestlich des Ortes (Lage) | PA00107100    | Inscrit      | 1982  |      |